# (1559) Kustaanheimo
(1559) Kustaanheimo ist ein Asteroid des Hauptgürtels, der am 20. Januar 1942 von der finnischen Astronomin Liisi Oterma in Turku entdeckt wurde.
Der Name des Asteroiden erinnert an den finnischen Astronomen Paul Kustaanheimo.